# Teabagging
Teabagging er slang for handlingen, hvor en mand placerer sit scrotum i munden eller på ansigtet af en anden person, ofte udført i en skrævende, let hoppende bevægelse.
Handlingen minder om at dyppe en tepose i en kop vand, heraf navnet.

## Anvendelse
- Teabagging bruges i erotiske film, især i dominans-genren.
- I online spil, hvor personer kæmper imod hinanden, er en "Teabagging" ofte anvendt som en ekstra ydmygelse af en slagen modstander.[4]